# آرثر كريستنسن
آرثر كريستنسن (بالدنماركية: Arthur Christensen)‏ هو مترجم وأستاذ جامعي وكاتب دنماركي، ولد في 9 يناير 1875 في كوبنهاغن في الدنمارك، وتوفي بنفس المكان في 31 مارس 1945.